# Universidad de Notre Dame – Louaize
La Universidad de Notre Dame – Louaize (en árabe: جامعة سيدة اللويزة) es una universidad católica, independiente en Zouk Mosbeh, Líbano. Fundada en cooperación con el Colegio Universitario de Beirut en 1978, como el Colegio Louaize de Educación Superior (LCHE). El nombre fue cambiado a Universidad de Notre Dame - Louaize el 14 de agosto de 1987, cuando el presidente de la República del Líbano emitió el decreto número 4116, con la concesión del derecho de explotación como una universidad independiente. NDU actualmente está clasificado quinta en el Líbano de acuerdo con su presencia en la Web por el Ranking Mundial de Universidades del Mundo.